# Ратни брод
Ратни брод је брод који је саграђен и намењен првенствено за рат, односно за дјеловање у оружаним сукобима.
Ратни бродови су обично саграђени сасвим другачије од цивилних, тзв. трговачких бродова. Осим што су наоружани (најчешће с топовима и митраљезима), ратни бродови су у стању нанети већу штету, те су бржи и имају боље маневарске способности од трговачких бродова. За разлику од њих обично носе оружје, муницију и друге залихе за своју посаду (умјесто обичног терета). Ратни бродови обично припадају ратним морнарицама, иако у прошлости није био редак случај да припадају приватним особама или тврткама.
У доба рата често зна нестати разлике између ратног и трговачког брода. У рату се трговачки бродови знају често користити као помоћни ратни бродови, као што су у Првом светском рату били Кју-бродови, односно помоћне крстарице у Другом светском рату. Све до 17. века била је уобичајена пракса да се трговачки бродови реквирирају за потребе рата, тако да су знали чинити више од половине састава нечије ратне морнарице. До 19. века, када су пирати углавном нестали с важнијих мора, било је уобичајено за веће трговачке бродове да буду наоружани.
Ратни бродови су, с друге стране, некада служили за снабдијевање, односно за превоз трупа. 

## Кратка историја ратних бродова
Први ратни бродови - саграђени у сврху поморског ратовања - настали су на Медитерану. Најчешће су то биле галије, дугачки бродови с погоном на весла, који су као главно оружје имали кљун којим би се покушавали зарити у непријатељски брод. Ипак је најпопуларније средство поморског ратовања био абордаж. 
Ратне галије су ратни једрењаци почели истискивати с мора тек са развојем бродске артиљерије, која је постала главно оружје на мору. Дуги редови весала су постали непрактични у тим условима, те се промијенила тактика и дизајн бродова. У том периоду, познатом као Доба једрењака, морима је завладао линијски брод као највећи и најбоље наоружан од свих пловила. Фрегате и корвете су биле мање и брже, али су углавном служиле за извиђање и препаде.
Изум парног строја је полако промијенио поморску тактику, јер су бродови постали бржи и покретљивији. Експлозивна зрна су, пак, довела до стављања оклопа на бродове, односно првих оклопњача средином XIX века. Изум поморских мина је довео до стварања минополагача и миноловаца. Изум торпеда је довео до стварања нових класа бродова - торпиљарки, које ће послије еволуирати у мање, али брже торпедне чамце - те разарача, лаког брода чија је сврха испочетка била борба против торпиљарки.
Почетком XX века морима су владали бојни бродови и оклопни крсташи, те нешто слабије оклопљене крстарице чија је сврха била борба против непријатељске трговачке морнарице односно тзв. крстарички рат. Бојни бродови су врхунац своје еволуције добили као дредноти, названи по британском броду ХМС Дреднот. Оклопне крсташе су замијенили нешто бржи, али слабије оклопљени бојни крсташи.
Појава подморнице је у Првом свјетском рату довела до повратка фрегата и корвета, чији је задатак сада био противподморничка борба и заштита трговачких конвоја.
Између два рата се појављује и носач авиона, који ће се у Другом свјетском рату показати као најефикаснији и најмоћнији од свих ратних бродова.
Иза рата је увођење пројектила као оружја довело до стварања нових класа као ракетних крстарица, ракетних разарача, ракетних топовњача и ракетних чамаца. Појавили су се и носачи хеликоптера, а већ прије су постојали специјализовани десантни бродови.
Већина данашњих морнарица, поготово у мањим земљама од ратних бродова посједује углавном патролне чамце.

## Галерија
- Брзи нападни брод чилеанске морнарице
- Ракетни чамац Оса I класе 1983.
- INS Сунајна поморски патролни брод
- Магдебург, немачка корвета класе Брауншвејг (2008)
- Немачки фрегата Сачсен (2006)
- Британски разарач ХМС Даринг у посети Гибралтару 2016
- УСС Порт Ројал крстарица у септембру 2003
- Руски бојни крсташ Киров 1983